# ГЕС Гольфеш
ГЕС Гольфеш — гідроелектростанція в південній Франції, розташована на річці Гаронна на північний захід від Тулузи.
Для роботи станції Гаронну нижче від впадіння в неї Тарна перекрили греблею Malause заввишки 10 м, яка спрямовує воду в прокладений по правобережжю канал. На останньому через 10,8 км споруджено машинний зал руслового типу, обладнаний чотирма турбінами типу Каплан загальною потужністю 94 МВт, які при напорі у 17 м забезпечують річний виробіток електроенергії на рівні 369 млн кВт·год. Канал із відпрацьованою водою через 1,5 км знову зливається з Гаронною.
У 1987 році греблю станції для підтримки біосфери річки обладнали рибоходом.